# Staré báje vikingů
Staré báje vikingů (polsky: Stara baśń: Kiedy słońce było bogiem) je polský film z roku 2003. Název české distribuce neodpovídá obsahu filmu. Přestože se vikingové ve filmu objevují, film není o nich, a už vůbec ne o jejich bájích, ale o mytických počátcích Polska a zakladateli polské dynastie Piastovců.
Děj se odehrává v 9. století v Polsku před příchodem křesťanství.

## Zápletka
Nad jezerem Gopolo vládne krutý kníže Popiel. Vyvraždil celý svůj rod, aby zabezpečil nástupnictví svému třetímu synovi, kterého měl s otrokyní. To vyvolá vzpouru vladyků. Ziemek je mladý lovec, který se kdysi plavil s Vikingy a miluje dceru vladyky Više. Ten ji však přislíbil bohům. Chce o ni bojovat, ale mezitím se střetává s Piastunem, bývalým velitelem knížecího vojska, a přidá se k němu a vladykům, aby vyhlásili válku Popielovi.